# Ahmed Awad
Ahmed Awad, född 1 juni 1992, är en svensk-palestinsk fotbollsspelare som spelar för Ariana FC.

## Karriär
Hans moderklubb är IK Brage. Säsongerna 2011–2012 spelade han för Dalkurd FF i division 1 Norra. Under 2013 representerade han IFK Värnamo i Superettan. 
Inför säsongen 2014 valde Awad att återvända till Dalkurd. Efter säsongen 2019 lämnade han klubben. I februari 2020 värvades Awad av Västerås SK, där han skrev på ett tvåårskontrakt. I augusti 2020 värvades Awad av Östersunds FK.
I mars 2022 blev Awad klar för en återkomst i Dalkurd FF. I februari 2023 värvades han av Ariana FC, där han skrev på ett kontrakt över säsongen 2023. I december 2023 förlängde Awad sitt kontrakt i klubben.